# Bohumil Andrejko
Bohumil Andrejko (Stropkov, 10 febbraio 1953) è un allenatore di calcio ed ex calciatore slovacco, fino al 1993 cecoslovacco, di ruolo attaccante.

## Carriera

### Giocatore
Vanta 201 presenze e 55 gol nella massima divisione cecoslovacca, oltre a 2 presenze in Coppa UEFA nella stagione 1973-1974.

## Palmarès

### Giocatore

#### Competizioni nazionali
- Coppa di Slovacchia: 2

ZŤS Košice: 1972-1973, 1979-1980

#### Competizioni internazionali
- Coppa Piano Karl Rappan: 1

ZŤS Košice: 1974